# Scrophularia olgae
Scrophularia olgae är en flenörtsväxtart som beskrevs av Grossheim. Scrophularia olgae ingår i släktet flenörter, och familjen flenörtsväxter. Inga underarter finns listade i Catalogue of Life.